# Ranunculus pyrenaeus
Ranunculus pyrenaeus är en ranunkelväxtart som beskrevs av Carl von Linné. Ranunculus pyrenaeus ingår i släktet ranunkler, och familjen ranunkelväxter. Inga underarter finns listade i Catalogue of Life.